# Doxographie
Doxographie oder -grafie (von griechisch δόξα dóxa, deutsch ‚Meinung, Ansicht‘, und -graphie) bezeichnet allgemein die Darstellung der Lehren von Philosophen in  philosophiegeschichtlichen Werken oder philosophiegeschichtlichen Teilen sonstiger Werke. Der Begriff wird meist im Kontext antiker Philosophiegeschichte verwendet.

## Begriffsgeschichte
Eingeführt wurde der Begriff von dem klassischen Philologen Hermann Diels in dessen Werk Doxographi Graeci (wobei „doxographi“ ein lateinischer Neologismus für die Verfasser von „Doxographien“ ist). Ursprünglich von Diels lediglich auf kurze, thesenartige Darstellungen hergebrachter naturphilosophischer Ansichten bezogen, findet der Begriff inzwischen sowohl in inhaltlicher als auch in formaler Hinsicht sehr viel breitere Anwendung. So ist von Doxographien nunmehr auch auf allgemein philosophischem, ethischem und theologischem Gebiet die Rede. Obwohl es sich bei ihr also nicht um eine eigenständige wissenschaftliche Disziplin handelt, hat die Doxographie als Vorgehensweise dennoch große Bedeutung für Philosophiehistorie, Wissenschaftsgeschichte und die Auseinandersetzung mit dem Wissensstand früherer Generationen insgesamt.

## Philosophie im klassischen Griechenland
Der Großteil der philosophischen Aufzeichnungen aus klassischer und vorklassischer Zeit ist verlorengegangen. Folglich leitet sich unser Wissen über Werke der antiken Philosophie häufig allein aus den doxographischen Abhandlungen späterer Autoren her. Besonders bekannt sind dabei die „Doxographien“ von Aristoteles und Platon.

### Platon und Aristoteles
Aristoteles war der erste Philosoph, der die Herausbildung des Wissens ausdrücklich als historischen Prozess darstellte und seinen eigenen Ausführungen regelmäßig eine dialektische Auseinandersetzung mit seinen Vorgängern auf dem jeweils behandelten Wissensgebiet voranstellte. Zweck der aristotelischen Erörterungen war also in letzter Konsequenz die Entscheidung für einen bestimmten Erklärungsansatz.  Platon seinerseits nutzte Vormeinungen anderer Philosophen eher punktuell als anregendes Element in seinen Dialogen – ein Unterschied, der vor allem darin begründet ist, dass Platon für das breite Publikum schrieb, während von Aristoteles allein die esoterischen Schriften, d. h. für den internen Gebrauch der peripatetischen Schule bestimmte Notizen, Skripte oder Materialsammlungen, überliefert sind. Aufgrund ihrer nicht rein darstellenden Zielsetzungen gelten weder Platon noch Aristoteles als „Doxographen im engeren Sinne“.

### Spätere Doxographen
Die eigentliche doxographische Tradition beginnt erst im Anschluss an Aristoteles mit seinen Schülern, z. B. Theophrast (dessen historische Schrift über die Lehrmeinungen der vorsokratischen Naturphilosophien, physikôn doxai, allerdings verloren gegangen ist). Besonders bedeutsam sind die erhalten gebliebenen doxographischen Schriften bzw. Fragmente etwa von Diogenes Laertios, Cicero, Plutarch, Arius Didymus und  Johannes Stobaios oder auch von christlichen Autoren wie Hippolyt und Theodoret.
Nur über diesen Umweg ist heute überhaupt der Versuch möglich, auf die philosophischen Arbeiten und allgemeinen Ansichten von Vorsokratikern wie etwa Thales, Anaximander, Anaximenes, Empedokles und Zenon von Elea zurückzuschließen. Problematisch ist dabei insbesondere, dass solche Darstellungen meist in Auseinandersetzung mit den Vorgängerphilosophen entstanden und somit häufig in den Dienst einer Begründung der eigenen Ansichten gestellt wurden. So hat u. a. Hans-Georg Gadamer, als einer der wesentlichen Interpreten der klassischen griechischen Philosophie im 20. Jahrhundert, ausdrücklich darauf hingewiesen, dass ein Verständnis der vorsokratischen Lehren nur in Zusammenschau mit den Ansichten des jeweiligen „Doxographen“ möglich sei.

## Islamische Doxographie
Islamische Doxographie meint den Teil theologischer Werke des Islam, der sich mit abweichenden religiösen Ansichten in verschiedenen islamischen Sekten und Strömungen beschäftigt.